# Leptogenys davydovi
Leptogenys davydovi é uma espécie de formiga do gênero Leptogenys, pertencente à subfamília Ponerinae.